# Baonine (Trebinje)
Pour les articles homonymes, voir Baonine.
Baonine (en serbe cyrillique : Баонине) est un village de Bosnie-Herzégovine. Il est situé sur le territoire de la ville de Trebinje et dans la république serbe de Bosnie. Selon les premiers résultats du recensement bosnien de 2013, il ne compte plus aucun habitant.
Après la guerre de Bosnie-Herzégovine et à la suite des accords de Dayton (1995), le territoire de Baonine, qui faisait entièrement partie de la municipalité de Trebinje, a été partiellement rattaché à la municipalité de Ravno, nouvellement recréée et intégrée à la fédération de Bosnie-et-Herzégovine.

## Géographie
Le village est entouré par les localités suivantes :
| Mrnjići                             | Mrnjići                             |         |
|                                     | Baonine                             | Ljekova |
| Fédération de Bosnie-et-Herzégovine | Fédération de Bosnie-et-Herzégovine |         |

## Démographie

### Évolution historique de la population dans la localité
| 1948 | 1953 | 1961 | 1971 | 1981 | 1991 | 2013 |
| ---- | ---- | ---- | ---- | ---- | ---- | ---- |
| -    | -    | 22   | 18   | 14   | 6    | 0    |

|  |

### Répartition de la population par nationalités (1991)
En 1991, les 6 habitants du village étaient tous serbes.